# Селява (озеро)
Селя́ва (біл. Сяля́ва) — озеро у Крупському районі Мінської області на північному сході Білорусі. Чотирнадцяте за площею водного дзеркала озеро країни.

## Опис
Водойма знаходиться в басейні річки Лукомки (басейн Західної Двіни), розташована на північному сході Мінської області, за 20 км на північ від міста Крупки та за 6 км на південь від міста Новолукомль.
Озеро за своєю гідрологічною характеристикою є озерним водосховищем, яке виникло на місці озер Селява, Рабца, Худовець та Обіда в результаті підйому рівня води після будівництва в 1956 році на витоку річки Югна, біля села Холькевичі греблі ГЕС. В даний час станція не працює, але гребля зберігається і підтримує мінімальний рівень води. Унаслідок цього озеро Селява можна віднести до зарегульованих водойм.
Приплив води в озеро йде по невеликих річках Ракитівка, Висока, меліоративних каналах та струмках, у тому числі із озера Худовець. Стік іде по протоці в озеро Обіда, з якого через невелику річку Югна попадає у Лукомку, праву притоку Улли, а з неї у Західну Двіну.
Площа озера становить 15,0 км² (без озер Худовець та Обіда). Це четверте за площею озер Мінської області та найбільше озеро у Крупському районі. Довжина становить 14,4 км (найдовше озеро Білорусі), максимальна ширина 3,0 км. Максимальна глибина — 17,6 м. Об'єм води в озері становить 94,8 млн м³. Площа водозбору доволі велика, як для озер Білорусі і становить 324 км². На березі водойми розташовані села: Яновщина, Клишино, Борки, Сторожище, Худове, Прошика, Гузовино, Дуби, Колодниця, Високе.

## Улоговина та рельєф
Улоговина озера витягнута з півночі на південь на 14,4 км, має доволі химерно вигнуту форму та складний тип. Навколишній рельєф, являє собою чергування пологих пагорбів та низинних ділянок, які густо пересічені дрібними струмками та каналами. Більша частина площі водозбору розорана; ліси займають 26 %, на частку боліт припадає трохи більше 5 % площі. На території водозбору знаходяться кілька невеликих озер — Худовець, Кветіно, Болютське, густота річкової мережі 1,45 км/км².
Схили улоговини мальовничі, круті, складені моренними суглинками та пісками і досягають висоти 6-8 м. На півночі вони знижуються до 3-5 м, полого спускаються до води та закінчуються низькими, пологими, зручними для підходу до води і відпочинку піщаними мілинами. Південні береги, зливаючись з крутими, складеними суглинками схилами, обриваються до води. Повсюдно, особливо на північному заході, біля місць впадання струмків, береги заболочені, покриті густою водно-болотною рослинністю і чагарниками.
Берегова лінія (довжина 44,3 км) сильно порізана, рясніє малими та великими півостровами і мисами, які утворюють безліч прихованих, але досить глибоких заток. Обрамлені крутими, вкритими лісом схилами, вони є зручним місцем для відпочинку. Улоговина озера, звужується в центрі та ділиться на дві частини: південну — вузьку та глибоководну і північну — широку, більш мілку, з островами та мілинами. Всього островів — 3, найбільший із них (площа близько 2 км²) знаходиться в центрі плеса і відділений від суші протоками шириною 100—120 м з глибинами 2,0-2,2 м. Дно має складну будову, де поглиблені ділянки до 15-17 м чергуються з мілинами. На північ від острова ложе пологе.

## Вода
В озері вода доволі чиста. Прозорість влітку перевищує 2 м. Значна глибина урізу улоговини і висока закритість поверхні води від вітрів, знижують її перемішування. У теплу пору року верхні шари добре прогріваються та насичуються киснем. Середній шар температурного стрибка відокремлює поверхневі, теплі води від холодних, придонних. Активна реакція води коливається від слабколужної — на поверхні до нейтральної — в середніх і придонних шарах. Загальний вміст солей близько 200 мг/л. У теплу пору року, велика кількість водоростей викликає цвітіння води, що значно погіршує її якість. Літня біомаса фітопланктону близько 40 г/м³, що характерно для високоевтрофного озера.

## Флора та фауна
Озеро Селява — відноситься до водойм із високим вмістом кормової бази, і як наслідок із добре розвиненим життям. Прибережне мілководдя заростає осокою та очеретом, який дуже поширений, особливо на замулених ділянках. У місцях впадіння струмків та каналів, вздовж берега тягнеться смуга аїру та іншої водно-болотної рослинності: занурених видів рдесника, роголистника, елодеї. У затоках і затишних місцях росте кубушка, латаття. Але вузька літораль не сприяє поширенню водних рослин, тому ширина їх смуги не перевищує 20-80 м (до глибини 2-2,5 м). Нижчі водорості представлені 57 видами: переважно — синьо-зеленими.
Водойма багата рибою. Тут, у великій кількості, водиться 16 видів риб, у тому числі: лящ, плотва, окунь, щука, краснопірка, плоскирка, в'язь, лин, карась, верховодка, піскар, сом, йорж, ряпушка, минь, шиповка. Раніше інколи попадався судак. В озері здійснюється промисловий вилов риби. Із 6-12 товарних сортів риби, основу уловів становить лящ (75 %), плотва (12,5 %) та окунь (4,6 %). Озеро входить до складу ландшафтного заказника республіканського значення «Селява».

## Цікаві факти
Серед місцевих жителів існує легенда, що 28 серпня 1942 року в озеро Селява впав бомбардувальник Пе-8, що перевозив до Великої Британії 4 тонни золота як передоплату за постачання продукції за ленд-лізом.